# PostEurop
PostEurop è l'associazione degli operatori postali pubblici europei, una delle unioni ristrette (restricted union) dell'Unione postale universale (UPU) .

Nata nel 1993, conta 52 paesi membri e ha sede a Bruxelles (Belgio).

## Storia
PostEurop, inizialmente costituita da 26 operatori europei, raggruppa 54 amministrazioni postali di 52 paesi (la Bosnia Erzegovina è presente con i tre operatori rappresentanti delle comunità croata, serba, e musulmana).

## Organizzazione

### Membri
| Paese                | Amministrazione postale                 | Anno |
| -------------------- | --------------------------------------- | ---- |
| Albania              | Posta Shqiptare                         | 1993 |
| Armenia              | Haypost                                 | 2008 |
| Austria              | Österreichische Post                    | 1993 |
| Belgio               | Bpost                                   | 1993 |
| Bielorussia          | Belpochta                               | 2008 |
| Bosnia ed Erzegovina | BH Pošta                                | 1996 |
| Bosnia ed Erzegovina | Hrvatska pošta Mostar                   | 2008 |
| Bosnia ed Erzegovina | Poste Srpske                            | 2008 |
| Bulgaria             | Bulgarian Posts                         | 1993 |
| Cipro                | Cyprus Post                             | 1993 |
| Croazia              | Hrvatska pošta                          | 1993 |
| Danimarca            | Post Danmark                            | 1993 |
| Estonia              | Eesti Post                              | 1994 |
| Finlandia            | Itella                                  | 1993 |
| Francia              | La Poste                                | 1993 |
| Georgia              | Georgian Post                           | 2012 |
| Germania             | Deutsche Post                           | 1993 |
| Grecia               | Hellenic Post - ELTA                    | 1993 |
| Guernsey             | Guernsey Post                           | 1995 |
| Irlanda              | An Post                                 | 1993 |
| Islanda              | Islandspóstur                           | 1993 |
| Isola di Man         | Isle of Man Post Office                 | 1995 |
| Isole Åland          | Posten Ǻland                            | 2013 |
| Italia               | Poste italiane                          | 1993 |
| Jersey               | Jersey Post                             | 1995 |
| Kazakistan           | Kazpost                                 | 2011 |
| Lettonia             | Latvijas Pasts                          | 1993 |
| Liechtenstein        | Liechtensteinische Post                 | 1993 |
| Lituania             | Lietuvos paštas                         | 1993 |
| Lussemburgo          | Postes et Télécommunications Luxembourg | 1993 |
| Macedonia del Nord   | Makedonska Posta                        | 1996 |
| Malta                | MaltaPost                               | 1993 |
| Moldavia             | Posta Moldovei                          | 1996 |
| Montenegro           | Pošta Crne Gore                         | 2008 |
| Monaco               | La Poste Monaco                         | 1994 |
| Norvegia             | Posten Norge                            | 1993 |
| Paesi Bassi          | TNT Post                                | 1993 |
| Polonia              | Poczta Polska                           | 1993 |
| Portogallo           | CTT - Correios de Portugal              | 1993 |
| Regno Unito          | Royal Mail                              | 1993 |
| Rep. Ceca            | Česká Pošta                             | 1993 |
| Romania              | Posta Romana                            | 1993 |
| Russia               | Počta Rossii                            | 1994 |
| San Marino           | Poste e Telecomunicazioni               | 1994 |
| Serbia               | PTT Communications Srbija               | 2003 |
| Slovacchia           | Slovenská pošta                         | 1993 |
| Slovenia             | Pošta Slovenije                         | 1993 |
| Spagna               | Correos                                 | 1993 |
| Svezia               | Posten                                  | 1993 |
| Svizzera             | Swiss Post                              | 1993 |
| Turchia              | Turkish PTT                             | 1993 |
| Ucraina              | Ukrposhta                               | 1994 |
| Ungheria             | Magyar Posta                            | 1993 |
| Città del Vaticano   | Poste vaticane                          | 2012 |

### Attività
PostEurop ha sostituito la CEPT nella gestione dell'emissione congiunta annuale dei francobolli a tema comune, noti come Emissione Europa.